# Hrușivka, Vilneansk
Hrușivka (în ucraineană Грушівка) este un sat în comuna Petro-Mîhailivka din raionul Vilneansk, regiunea Zaporijjea, Ucraina.

## Demografie
Componența lingvistică a localității Hrușivka
     Ucraineană (88,89%)
     Rusă (11,11%)
Conform recensământului din 2001, majoritatea populației localității Hrușivka era vorbitoare de ucraineană (88,89%), existând în minoritate și vorbitori de rusă (11,11%).